# Dierrey-Saint-Julien
Ne doit pas être confondu avec Dierrey-Saint-Pierre.
Dierrey-Saint-Julien est une commune française, située dans le département de l'Aube en région Grand Est.

## Géographie
|                   | Dierrey-Saint-Pierre |                          |
| Mesnil-Saint-Loup | Dierrey-Saint-Julien | Macey                    |
|                   | Estissac             | Fontvannes Bucey-en-Othe |

Le territoire de Dierrey-Saint-Julien est arrosé par le Bétrot, affluent de la Vanne.

### Topographie
Le territoire de Dierrey-Saint-Julien est situé en Champagne crayeuse, aux portes du Pays d'Othe, et s'ouvrant sur la plaine de Châlons-en-Champagne.

### Hydrographie
La commune est dans la région hydrographique « la Seine de sa source au confluent de l'Oise (exclu) » au sein du bassin Seine-Normandie. Elle est drainée par le Betrot,.

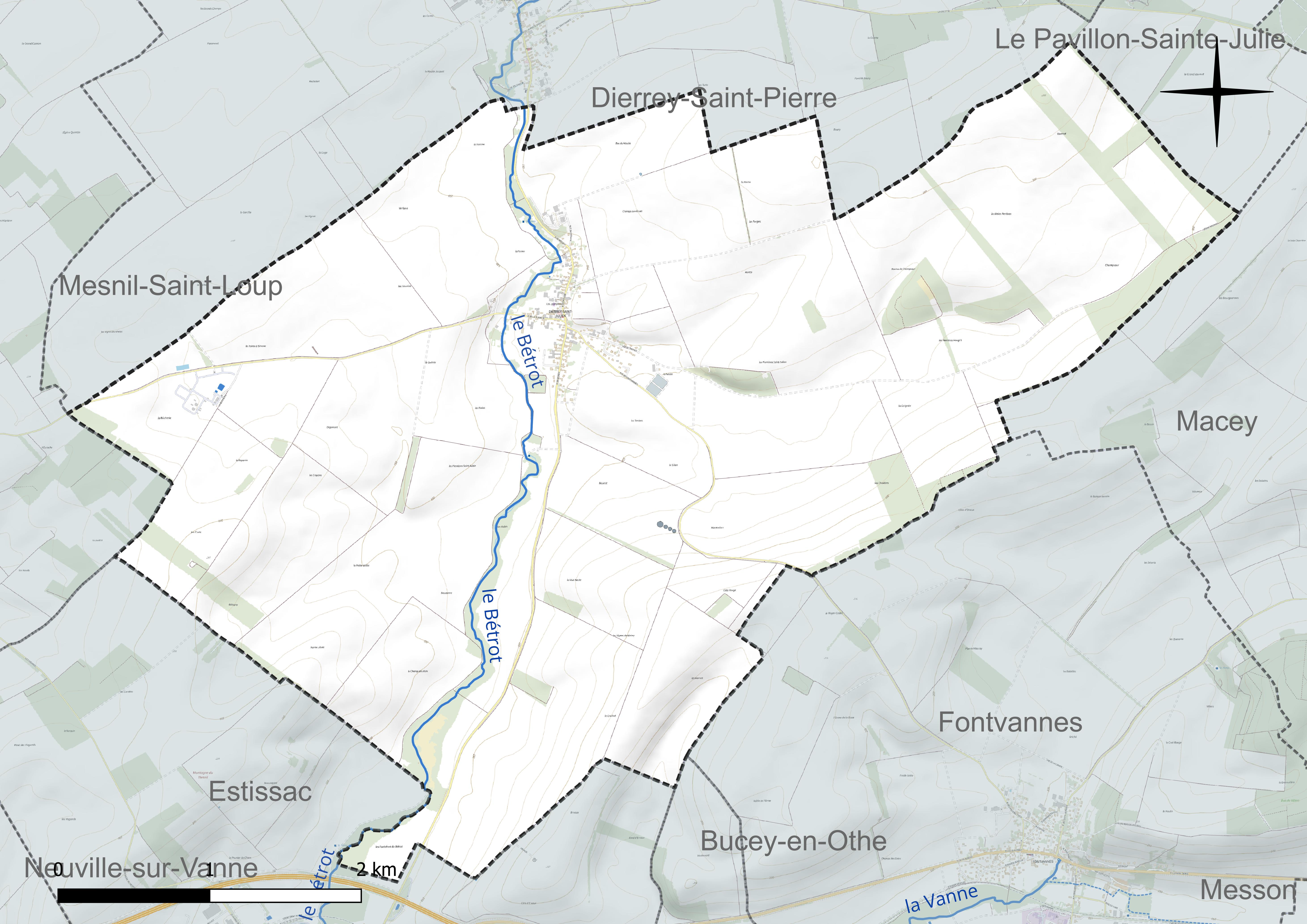
Réseau hydrographique de Dierrey-Saint-Julien.

### Climat
Pour des articles plus généraux, voir Climat du Grand Est et Climat de l'Aube.
En 2010, le climat de la commune est de type climat océanique dégradé des plaines du Centre et du Nord, selon une étude du Centre national de la recherche scientifique s'appuyant sur une série de données couvrant la période 1971-2000. En 2020, Météo-France publie une typologie des climats de la France métropolitaine dans laquelle la commune est exposée à un climat océanique altéré et est dans la région climatique Nord-est du bassin Parisien, caractérisée par un ensoleillement médiocre, une pluviométrie moyenne régulièrement répartie au cours de l’année et un hiver froid (3 °C).
Pour la période 1971-2000, la température annuelle moyenne est de 10,4 °C, avec une amplitude thermique annuelle de 15,7 °C. Le cumul annuel moyen de précipitations est de 746 mm, avec 11,9 jours de précipitations en janvier et 7,6 jours en juillet. Pour la période 1991-2020, la température moyenne annuelle observée sur la station météorologique de Météo-France la plus proche, « Troyes-Barberey », sur la commune de Barberey-Saint-Sulpice à 15 km à vol d'oiseau, est de 11,3 °C et le cumul annuel moyen de précipitations est de 644,6 mm. 
La température maximale relevée sur cette station est de 41,8 °C, atteinte le 25 juillet 2019 ; la température minimale est de −23 °C, atteinte le 17 janvier 1985,,.
Les paramètres climatiques de la commune ont été estimés pour le milieu du siècle (2041-2070) selon différents scénarios d'émission de gaz à effet de serre à partir des nouvelles projections climatiques de référence DRIAS-2020. Ils sont consultables sur un site dédié publié par Météo-France en novembre 2022.

## Urbanisme

### Typologie
Au 1er janvier 2024, Dierrey-Saint-Julien est catégorisée commune rurale à habitat dispersé, selon la nouvelle grille communale de densité à 7 niveaux définie par l'Insee en 2022.
Elle est située hors unité urbaine. Par ailleurs la commune fait partie de l'aire d'attraction de Troyes, dont elle est une commune de la couronne,. Cette aire, qui regroupe 209 communes, est catégorisée dans les aires de 200 000 à moins de 700 000 habitants,.

### Occupation des sols
L'occupation des sols de la commune, telle qu'elle ressort de la base de données européenne d’occupation biophysique des sols Corine Land Cover (CLC), est marquée par l'importance des territoires agricoles (91,6 % en 2018), une proportion sensiblement équivalente à celle de 1990 (91,8 %). La répartition détaillée en 2018 est la suivante : 
terres arables (91,6 %), forêts (6,8 %), zones urbanisées (1,6 %). L'évolution de l’occupation des sols de la commune et de ses infrastructures peut être observée sur les différentes représentations cartographiques du territoire : la carte de Cassini (XVIIIe siècle), la carte d'état-major (1820-1866) et les cartes ou photos aériennes de l'IGN pour la période actuelle (1950 à aujourd'hui).

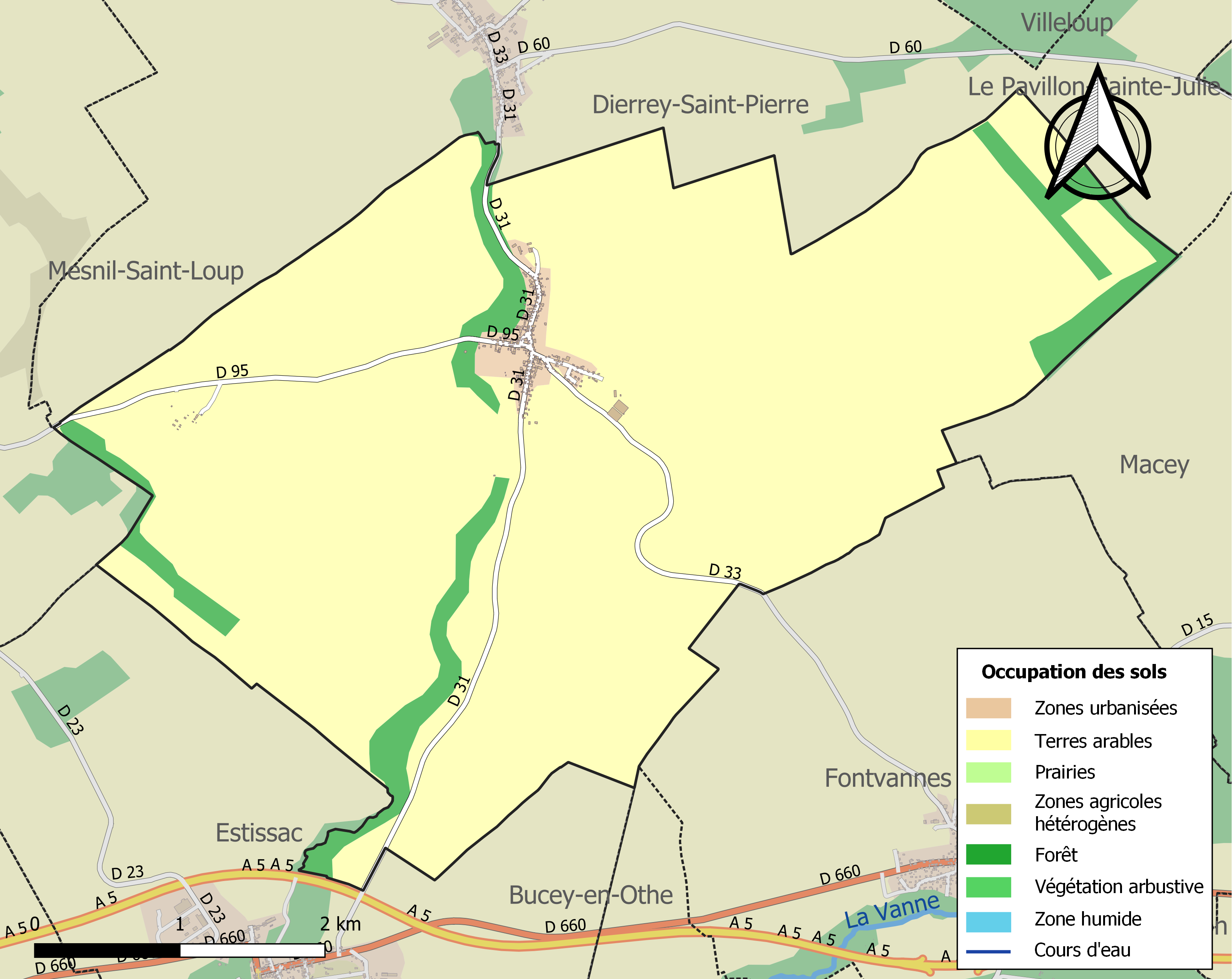
Carte des infrastructures et de l'occupation des sols de la commune en 2018 (CLC).

## Histoire
Les premières traces d'occupation humaine remontent à la préhistoire. Au XIXe siècle, une série d'outils en silex a été retrouvé au lieu-dit Côte-Rouge, ce qui permet de situer le premier village en haut de la colline d'Ervaux. D'autres traces, d'origine plus tardive, montre une activité agricole gallo-romaine au lieu-dit les Perrières Saint Aubin.
Si la première mention du village actuel dans les textes anciens ne date que du Moyen Âge, la présence de l'ancien village de Moirey, sur les berges du Bétrot, est en revanche établi depuis l'Antiquité romaine.
L'hypothèse selon laquelle l'ancien hameau ou lieu-dit de Moirey (Campus Mauriacus) aurait été le lieu où s'est déroulée la bataille des champs Catalauniques contre Attila en 451 (la bataille de Campus Mauriacus), a été émise par quelques auteurs dont Louis Halphen, Joseph Roserot de Melin, Élie Griffe, et, de manière plus probable par l'historien Michel Rouche. Néanmoins, bien qu'il demeure le plus tangible, ce postulat ne se révèle pas faire consensus. À cet effet, pour d'autres spécialistes tels que les médiévistes Ferdinand Lot, Christian Pfister ou encore François-L. Ganshof, cette hypothèse ne s'appuierait uniquement sur les propos et arguments invoqués par Henri d'Arbois de Jubainville,. Cependant, une étude plus récente de Fabrice Delaître affirme que le début de la bataille s'est bel et bien déroulé aux abords de Moirey avant de se poursuivre aux portes de Troyes. De maigres traces d'aménagement du camp romain sur la colline de Beauregard ont par ailleurs été révélées.
Victime des guerres de Religion et de différents épidémies liés à sa proximité avec la rivière, le village de Moirey s'est dépeuplé progressivement au cours du XVIe siècle avant de devenir un hameau rattaché au village de Dierrey Saint Julien situé un kilomètre plus au nord. L'église Saint-Aubin, bâtie au XIIe siècle, perd son statut d'église paroissiale et est dépouillée de ses ornements au profit de la nouvelle église dédiée à saint Julien de Brioude située au bourg Dierrey-Saint-Julien. La carte communale réalisée en 1744 n'indique plus que les ruines d'une maison au croisement de la route et du chemin du lavoir ainsi que l'église Saint-Aubin, finalement rasée au tout début du XIXe siècle.
Le village dépendait de la seigneurie de Villemaur, puis du duché d'Estissac.
En 1789, le village relevait de l'intendance et de la généralité Châlons-sur-Marne, de l'élection et du bailliage de Troyes.
Au cours de la Révolution française, la commune porta provisoirement le nom de Dierrey-Beaugué et de Petit-Dierrey avant redevenir Dierrey-Saint-Julien sous la Restauration.

## Politique et administration
| Période                                  | Période   | Identité                                     | Étiquette | Qualité     |
| ---------------------------------------- | --------- | -------------------------------------------- | --------- | ----------- |
| juin 1995                                | mars 2008 | Francesca Ferré                              | SE        |             |
| mars 2008                                | En cours  | Bruno Richard Réélu pour le mandat 2020-2026 | LR        | Agriculteur |
| Les données manquantes sont à compléter. |           |                                              |           |             |

## Démographie
L'évolution du nombre d'habitants est connue à travers les recensements de la population effectués dans la commune depuis 1793. Pour les communes de moins de 10 000 habitants, une enquête de recensement portant sur toute la population est réalisée tous les cinq ans, les populations de référence des années intermédiaires étant quant à elles estimées par interpolation ou extrapolation. Pour la commune, le premier recensement exhaustif entrant dans le cadre du nouveau dispositif a été réalisé en 2006.

En 2022, la commune comptait 274 habitants, en évolution de +6,2 % par rapport à 2016 (Aube : +0,7 %, France hors Mayotte : +2,11 %).
| 1793 | 1800 | 1806 | 1821 | 1831 | 1836 | 1841 | 1846 | 1851 |
| ---- | ---- | ---- | ---- | ---- | ---- | ---- | ---- | ---- |
| 393  | 431  | 430  | 373  | 388  | 400  | 410  | 380  | 379  |

| 1856 | 1861 | 1866 | 1872 | 1876 | 1881 | 1886 | 1891 | 1896 |
| ---- | ---- | ---- | ---- | ---- | ---- | ---- | ---- | ---- |
| 369  | 379  | 382  | 379  | 353  | 340  | 350  | 315  | 312  |

| 1901 | 1906 | 1911 | 1921 | 1926 | 1931 | 1936 | 1946 | 1954 |
| ---- | ---- | ---- | ---- | ---- | ---- | ---- | ---- | ---- |
| 296  | 300  | 263  | 220  | 226  | 234  | 247  | 241  | 240  |

| 1962 | 1968 | 1975 | 1982 | 1990 | 1999 | 2006 | 2011 | 2016 |
| ---- | ---- | ---- | ---- | ---- | ---- | ---- | ---- | ---- |
| 209  | 242  | 215  | 222  | 216  | 225  | 246  | 256  | 258  |

| 2021 | 2022 | - | - | - | - | - | - | - |
| ---- | ---- | - | - | - | - | - | - | - |
| 270  | 274  | - | - | - | - | - | - | - |

## Lieux et monuments
L'église Saint-Julien de Brioude était à l'origine une succursale de l'église paroissiale Saint-Aubin de Moirey, aujourd'hui détruite, et dépendait du doyenné de Villemaur. L'église a été rebâtie au XVIe siècle dans un style gothique tardif suivant les caractéristiques de l'art champenois de la Renaissance : les arcs brisés aux profils ouvragés prennent appui directement sur une forte colonne circulaire, sans utilisation de chapiteau. Son plan est en forme de croix latine et elle mesure 25 m de long pour 7,10 m de large (nef) et 7 m de hauteur sous voûte. La nef est composée de deux travées. La première travée aux piliers renforcés par des murs montre que le projet d'origine prévoyait d'ériger une tour-clocher imposante correspondant à son nouveau statut d'église paroissiale. Cet élément ne sera finalement jamais construit, tout comme les bas-côtés dont le tracé des voûtes et les pierres en attente sont visibles depuis l'extérieur sur le mur nord de la nef.
Une suite de dons de particuliers ainsi qu'une souscription publique ouverte en 1868 ont permis à l'édifice de se doter de nouveaux vitraux ainsi que d'un autel majeur néogothique et d'une nouvelle cloche. En 2016, la municipalité a confié à Cécile Boël le soin de créer deux vitraux contemporains à l'emplacement de deux fenêtres jusque là dénuées d'ornement.

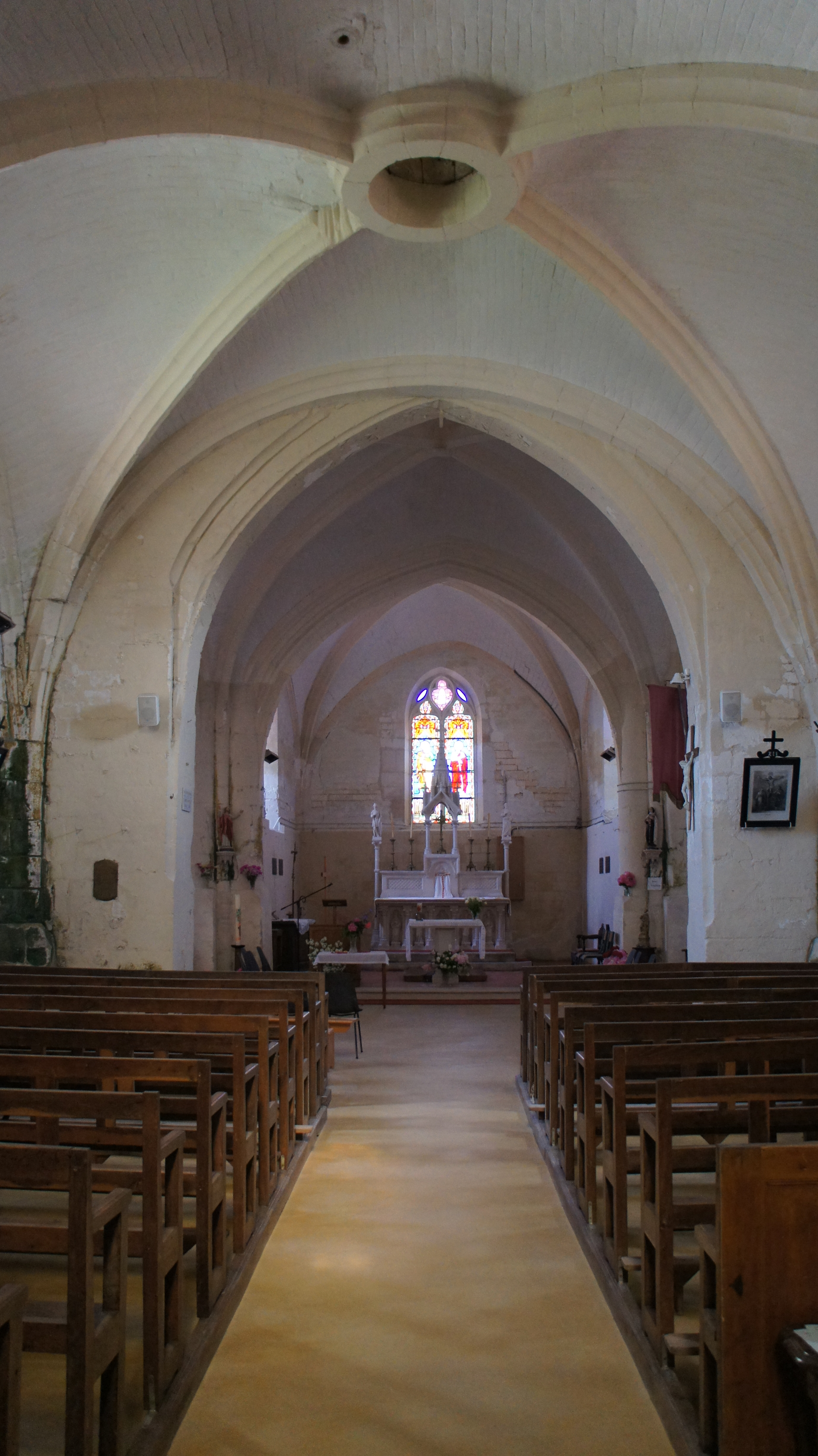
Nef de l'église Saint-Julien de Brioude.

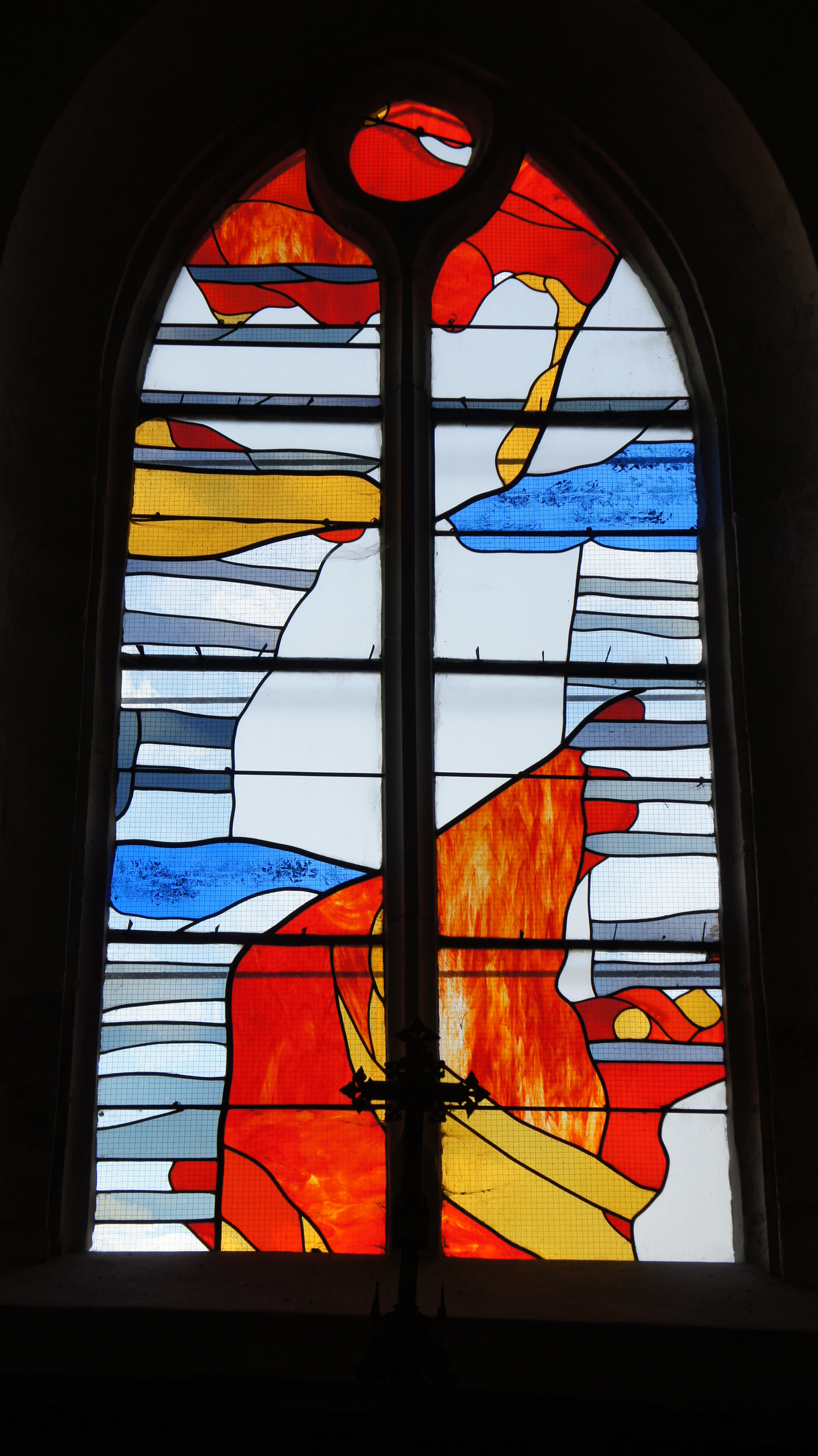
Vitrail contemporain symbolisant le moulin.

Le lavoir, situé près de l'ancien hameau de Moirey, a été bâti en 1896 par M. Germain, architecte à Estissac mandaté par le conseil municipal pour offrir aux habitantes un espace plus commode que « la planche » installée immédiatement à la sortie du village, rue de la planche. Ce bâtiment est à cheval sur la rivière permettant de dégager deux espaces de travail de chaque côté des berges. Les côtés sud et ouest bénéficient d'un jour permettant d'aérer et d'apporter de la lumière naturelle tandis que les côtés nord et est sont entièrement couverts pour isoler des vents froids d'hiver.

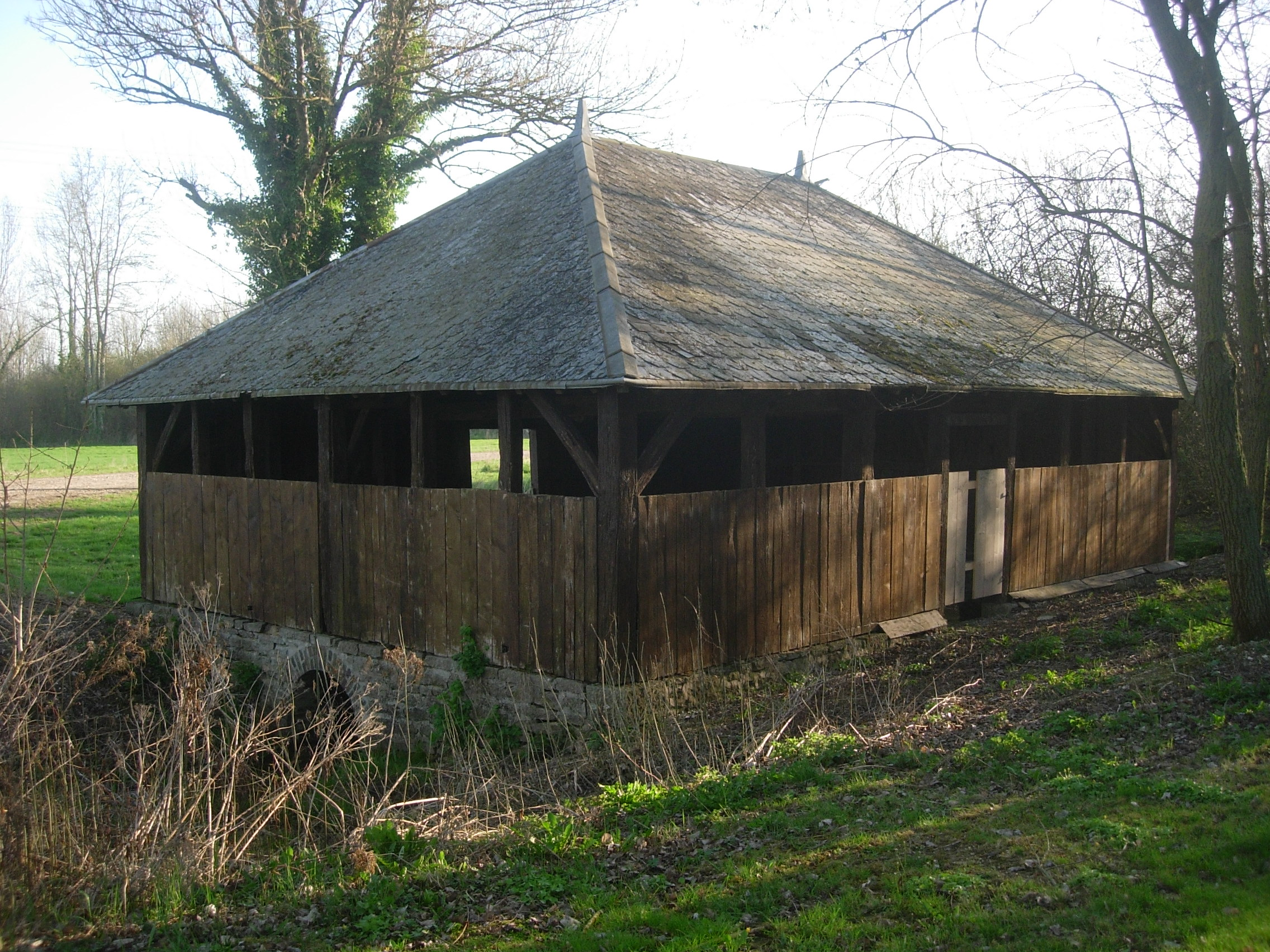
Le lavoir sur le Bétrot.
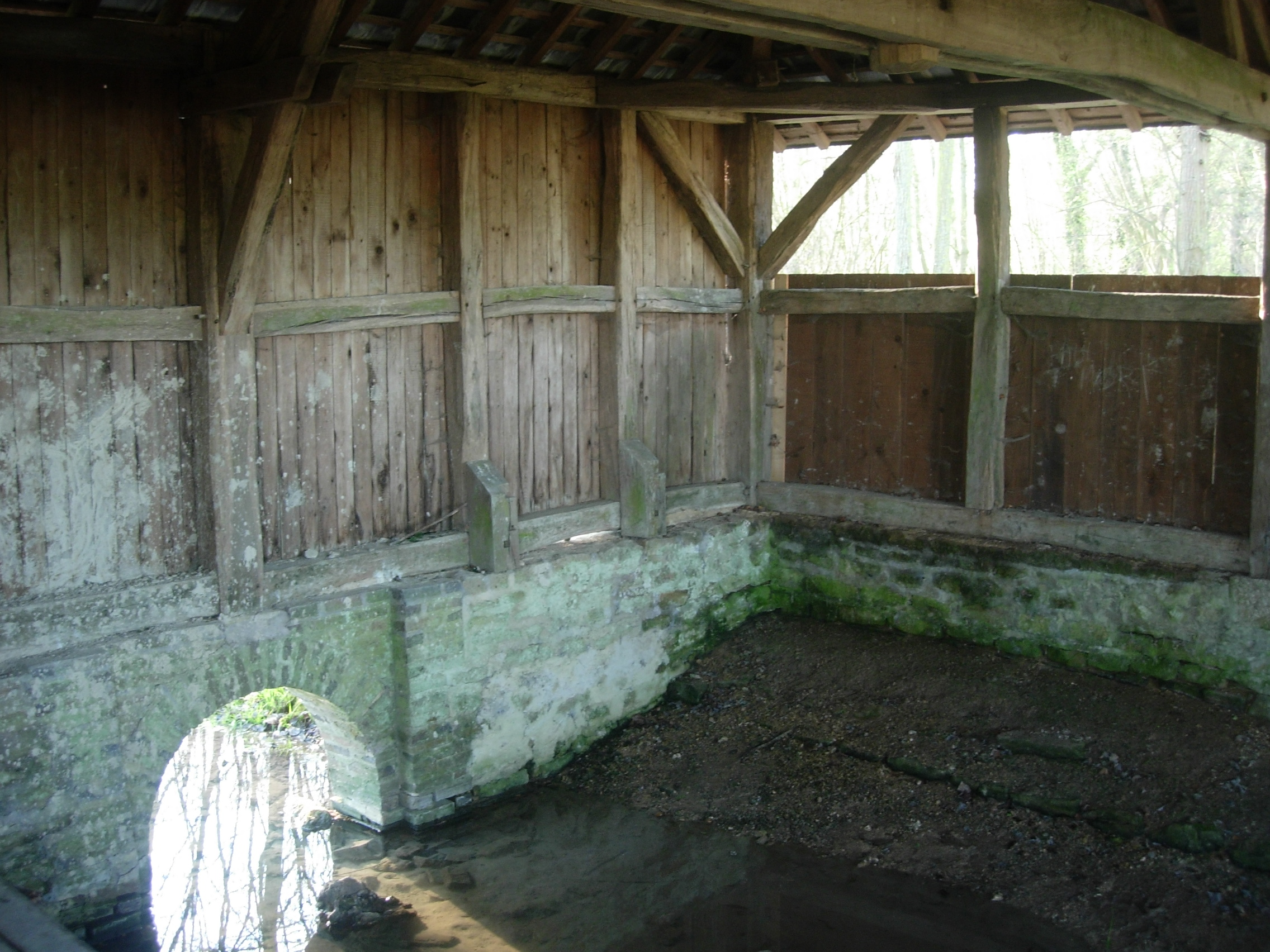
Le lavoir sur le Bétrot.

## Personnalités liées à la commune
Pierre Dumay était le dernier prêtre de la paroisse de Dierrey-Saint-Julien sous l'Ancien Régime. Bien qu'il ait prêté serment à la constitution civile du clergé, il a été envoyé au tribunal révolutionnaire de Paris sur dénonciation calomnieuse. Il lui a été reproché d'avoir péché en faveur des princes chrétiens et d'avoir incité les paroissiens à plus d'assiduité aux sacrements. Le tribunal révolutionnaire l'a condamné à mort malgré ses protestations et l'affirmation de sa bonne foi. Il a été guillotiné le 2 juillet 1794, place de la Révolution, à Paris.

## Héraldique
| Blason de Dierrey-Saint-Julien | Blason  | D’azur aux trois épées renversées d’argent, au chef du même chargé de trois croissants de gueules. |
| Blason de Dierrey-Saint-Julien | Détails | Le statut officiel du blason reste à déterminer.                                                   |